# Championnats du monde d'aquathlon
Les championnats du monde d'aquathlon  sont une épreuve d'aquathlon courue annuellement depuis 1998 et organisé par la Fédération internationale de triathlon (ITU), généralement quelques jours qui précèdent et dans le même emplacement que les épreuves des championnats du monde de triathlon. Depuis 2007, les championnats ont aussi été séparés et ont eu lieu à des endroits différents.
Les championnats impliquent un fonctionnement continu, natation-course, généralement avec un parcours de course à pied de 2,5 km suivi d'une épreuve de natation de 1 km et d'un parcours de course à pied de 2,5 km (cependant les distances ont varié au cours de l'histoire de l'événement).

## Palmarès

### Podiums masculins
| Année | Or                       | Argent                 | Bronze                   |
| ----- | ------------------------ | ---------------------- | ------------------------ |
| 1998  | Shane Reed               | Benjamin Sanson        | Craig Alexander          |
| 1999  | Shane Reed               | Paul Amey              | Levi Maxwell             |
| 2000  | Matthew Reed             | Brad Kahlefeldt        | Paulo Miyashiro          |
| 2001  | Iván Raña                | Richard Stannard       | Filip Ospalý             |
| 2002  | Kris Gemmell             | Andriy Glushchenko     | Filip Ospalý             |
| 2003  | Richard Stannard         | Brent Foster           | Paulo Miyashiro          |
| 2004  | Shane Reed               | Csaba Kuttor           | Kris Gemmell             |
| 2005  | Tim Don                  | Richard Stannard       | Paulo Miyashiro          |
| 2006  | Richard Stannard         | Daniel Lee Chi Wo      | Clark Ellice             |
| 2007  | Sergio Sarmiento         | Antônio Mansur         | Eder Mejía               |
| 2008  | Brent Foster             | Antônio Mansur         | Crisanto Grajales        |
| 2009  | Antônio Mansur           | Wesley Matos           | Adam Carlton             |
| 2010  | Richard Varga            | Daniel Halksworth      | Attila Fecskovics        |
| 2011  | Richard Stannard         | Ran Alterman           | Leandro Barbosa          |
| 2012  | Richard Varga            | Richard Stannard       | Ognjen Stojanović        |
| 2013  | Richard Varga            | Ivan Ivanov            | Csaba Rendes             |
| 2014  | Yūichi Hosoda            | Ryosuke Yamamoto       | Yegor Martynenko         |
| 2015  | Richard Varga            | Igor Polyanskiy        | Matthew McElroy          |
| 2016  | Alistair Brownlee        | Richard Varga          | Tommy Zaferes            |
| 2017  | Matthew Sharpe           | John Rasmussen         | Aiden Longcroft-Harris   |
| 2018  | Emmanuel Lejeune         | Nathan Breen           | Alexis Kardes            |
| 2019  | Rostislav Pevtsov        | Kevin Viñuela Gonzalez | Dmitry Polyanskiy        |
| 2021  | David Castro Fajardo     | Richard Varga          | Ander Noáin Lacamara     |
| 2022  | Márk Dévay               | Kevin Viñuela Gonzalez | Márton Kropkó            |
| 2023  | Cristian Fernández Nieto | Christopher Perham     | Jimmy Lund               |
| 2024  | Kevin Viñuela Gonzalez   | Luke Bate              | Cristian Fernández Nieto |

### Podiums féminins
| Année | Or                   | Argent               | Bronze              |
| ----- | -------------------- | -------------------- | ------------------- |
| 1998  | Rina Hill            | Nicole Hackett       | Melanie Mitchell    |
| 1999  | Rina Hill            | Nicole Hackett       | Michelle Dillon     |
| 2000  | Pilar Hidalgo        | Ana Burgos           | Pip Taylor          |
| 2001  | Siri Lindley         | Rina Hill            | Sheila Taormina     |
| 2002  | Sandra Soldan        | Jill Savege          | Lenka Radová        |
| 2003  | Carla Moreno         | Elizabeth May        | Anna Cleaver        |
| 2004  | Samantha Warriner    | Elizabeth May        | Charlotte Bonin     |
| 2005  | Sheila Taormina      | Carla Moreno         | Lenka Radová        |
| 2006  | Sara McLarty         | Eslpeth McGregor     | Maria Barrett       |
| 2007  | Sarah Groff          | Kelly Cook           | Ayesha Rollinson    |
| 2008  | Claudia Rivas        | Melody Ramírez       | Dunia Gómez         |
| 2009  | Samantha Warriner    | Maxine Seear         | Lisa Mensink        |
| 2010  | Margit Vanek         | Szandra Szalay       | Gaia Peron          |
| 2011  | Elizabeth May        | Jessica Souza Santos |                     |
| 2012  | Nicky Samuels        | Emma Davis           | Tea Miloš           |
| 2013  | Irina Abysova        | Claire Michel        | Yuliya Yelistratova |
| 2014  | Anneke Jenkins       | Yuliya Yelistratova  | Hannah Kitchen      |
| 2015  | Anastasia Abrosimova | Elena Danilova       | Long Hoi            |
| 2016  | Mariya Shorets       | Anastasia Abrosimova | Valentina Zapatrina |
| 2017  | Emma Pallant         | Delia Sclabas        | Jacqueline Slack    |
| 2018  | Edda Hannesdóttir    | Hannah Kitchen       | Vida Medić          |
| 2019  | Alicja Ulatowska     | Zsanett Bragmayer    | Itzel Arroyo Aquino |
| 2021  | Margot Garabedian    | Sara Pérez Sala      | Margaréta Vráblová  |
| 2022  | Céline Kaiser        | Márta Kropkó         | Maryna Kyryk        |
| 2023  | Zsanett Bragmayer    | Margaréta Vráblová   | Céline Kaiser       |
| 2024  | Maryna Kyryk         | Claire Spicknall     | Kiara Mooney        |

## Tableau des médailles
| Pos. | Pays             | Médaille d'or, Coupe du Monde | Médaille d'argent, Coupe du Monde | Médaille de bronze, Coupe du Monde |    |
| ---- | ---------------- | ----------------------------- | --------------------------------- | ---------------------------------- | -- |
| 1    | Nouvelle-Zélande | 10                            | 2                                 | 3                                  | 15 |
| 2    | Grande-Bretagne  | 6                             | 6                                 | 5                                  | 17 |
| 3    | Espagne          | 5                             | 4                                 | 2                                  | 11 |
| 4    | Slovaquie        | 4                             | 3                                 | 1                                  | 8  |
| 5    | États-Unis       | 4                             | 1                                 | 3                                  | 8  |
| 6    | Brésil           | 3                             | 5                                 | 4                                  | 12 |
| 7    | Hongrie          | 3                             | 4                                 | 3                                  | 10 |
| 8    | Russie           | 3                             | 3                                 | 2                                  | 8  |
| 9    | Australie        | 2                             | 8                                 | 6                                  | 16 |
| 10   | Mexique          | 2                             | 1                                 | 4                                  | 7  |
| 11   | Ukraine          | 1                             | 3                                 | 3                                  | 7  |
| 12   | Canada           | 1                             | 3                                 | 2                                  | 6  |
| 13   | Luxembourg       | 1                             | 2                                 |                                    | 3  |
| 14   | France           | 1                             | 1                                 | 1                                  | 3  |
| 15   | Belgique         | 1                             | 1                                 |                                    | 2  |
| 15   | Japon            | 1                             | 1                                 |                                    | 2  |
| 17   | Allemagne        | 1                             |                                   | 1                                  | 2  |
| 18   | Azerbaïdjan      | 1                             |                                   |                                    | 1  |
| 18   | Islande          | 1                             |                                   |                                    | 1  |
| 18   | Pologne          | 1                             |                                   |                                    | 1  |
| 21   | Hong Kong        |                               | 1                                 |                                    | 1  |
| 21   | Irlande          |                               | 1                                 |                                    | 1  |
| 21   | Israël           |                               | 1                                 |                                    | 1  |
| 21   | Suisse           |                               | 1                                 |                                    | 1  |
| 25   | Tchéquie         |                               |                                   | 4                                  | 4  |
| 26   | Italie           |                               |                                   | 2                                  | 2  |
| 26   | Serbie           |                               |                                   | 2                                  | 2  |
| 28   | Croatie          |                               |                                   | 1                                  | 1  |
| 28   | Macao            |                               |                                   | 1                                  | 1  |
| 28   | Pays-Bas         |                               |                                   | 1                                  | 1  |

## Lieux des épreuves
| Année | Date         | Ville       | Pays             | Distances de courses (kilomètres) | Distances de courses (kilomètres) | Distances de courses (kilomètres) |
| Année | Date         | Ville       | Pays             | Course à pied 1                   | Natation                          | Course à pied 2                   |
| ----- | ------------ | ----------- | ---------------- | --------------------------------- | --------------------------------- | --------------------------------- |
| 1998  | 8 novembre   | Noosa       | Australie        | 2,5                               | 1                                 | 2,5                               |
| 1999  | 31 août      | Noosa       | Australie        | 2,5                               | 1                                 | 2,5                               |
| 2000  | 28 octobre   | Cancún      | Mexique          | 2,5                               | 1                                 | 2,5                               |
| 2001  | 18 juillet   | Edmonton    | Canada           | 2                                 | 0,75                              | 2                                 |
| 2002  | 3 novembre   | Cancún      | Mexique          | 2,5                               | 1                                 | 2,5                               |
| 2003  | Décembre     | Queenstown  | Nouvelle-Zélande | 2,5                               | 1                                 | 2,5                               |
| 2004  | 5 mai        | Funchal     | Portugal         | 2,5                               | 1                                 | 2,5                               |
| 2005  | 8 septembre  | Gamagōri    | Japon            | 3,2                               | 1                                 | 1,6                               |
| 2006  | 30 août      | Lausanne    | Suisse           | -                                 | 1                                 | 4                                 |
| 2007  | 12 mai       | Ixtapa      | Mexique          | 2,5                               | 1                                 | 2,5                               |
| 2008  | 28 juin      | Monterrey   | Mexique          | 2,5                               | 1                                 | 2,5                               |
| 2009  | 9 septembre  | Gold Coast  | Australie        | 2,5                               | 1                                 | 2,5                               |
| 2010  | 8 septembre  | Budapest    | Hongrie          | 2,5                               | 1                                 | 2,5                               |
| 2011  | 7 septembre  | Pékin       | Chine            | 2,5                               | 1                                 | 2,5                               |
| 2012  | 17 octobre   | Auckland    | Nouvelle-Zélande | 2,5                               | 1                                 | 2,5                               |
| 2013  | 11 septembre | Londres     | Royaume-Uni      | 2,5                               | 1                                 | 2,5                               |
| 2014  | 26 août      | Edmonton    | Canada           | 2,5                               | 1                                 | 2,5                               |
| 2015  | 16 septembre | Chicago     | États-Unis       | -                                 | 1                                 | 5                                 |
| 2016  | 14 septembre | Cozumel     | Mexique          | 2,5                               | 1                                 | 2,5                               |
| 2017  | 25 août      | Penticton   | Canada           | 2,5                               | 1                                 | 2,5                               |
| 2018  | 12 juillet   | Fyn         | Danemark         | -                                 | 1                                 | 5                                 |
| 2019  | 2 mai        | Pontevedra  | Espagne          | -                                 | 1                                 | 5                                 |
| 2021  | 30 octobre   | Estrémadure | Espagne          | 2,5                               | 1                                 | 2,5                               |
| 2022  | 18 août      | Šamorín     | Slovaquie        | 2,5                               | 1                                 | 2,5                               |
| 2023  | 1er mai      | Ibiza       | Espagne          | -                                 | 1                                 | 5                                 |
| 2024  | 23 août      | Townsville  | Australie        | 2,5                               | 1                                 | 2,5                               |